# Liegi-Bastogne-Liegi 1928
La Liegi-Bastogne-Liegi 1928, diciottesima edizione della corsa, fu disputata il 13 maggio 1928 per un percorso di 231 km. Fu vinta dal belga Ernest Mottard, giunto al traguardo in 7h17'00" alla media di 31,716 km/h, precedendo i connazionali Maurice Raes e Emile Van Belle. 
Dei 27 ciclisti alla partenza coloro che portarono a termine la gara al traguardo di Liegi furono 16.

## Ordine d'arrivo (Top 10)
| Pos. | Corridore           | Squadra | Tempo    |
| ---- | ------------------- | ------- | -------- |
| 1    | Ernest Mottard      | -       | 7h17'00" |
| 2    | Maurice Raes        | -       | a 12'00" |
| 3    | Emile Van Belle     | -       | s.t.     |
| 4    | Auguste Van Haelter | -       | s.t.     |
| 5    | Jean Wauters        | -       | s.t.     |
| 6    | Albert Herman       | -       | a 17'00" |
| 7    | Georges Lemaire     | -       | s.t.     |
| 8    | Pierre Van Mol      | -       | s.t.     |
| 9    | Troka Braems        | -       | s.t.     |
| 10   | Alfred Sira         | -       | s.t.     |